# Heinrich Müller (Diplomat)
Heinrich Müller (* 29. November 1894 in Birkesdorf; † 23. September 1967 in Aachen) war ein deutscher Politiker (Zentrum, CDU) und Diplomat.

## Leben
Müller, Sohn eines Schreiners und Zimmermannes, machte eine kaufmännische Lehre im Tuchhandel und engagierte sich in der katholischen Jugendbewegung. Er wurde später Mitglied des Zentrums. Müller nahm als Soldat am Ersten Weltkrieg teil. Von 1919 bis 1931 war er Angestellter in der Privatwirtschaft.
Nach der „Machtergreifung“ der Nationalsozialisten 1933 wurde er für kurze Zeit inhaftiert. Später floh er in das Saargebiet, wo er sich der CVP Johannes Hoffmanns anschloss. Nach der Saarabstimmung 1935 emigrierte er nach Frankreich, von dort aus 1936 nach Belgien. Müller arbeitete zunächst als Bau-Hilfsarbeiter. Von 1938 bis 1940 und von 1944 bis 1947 war er Sekretär des Comité Catholique d’Aide aux Réfugiés Allemands et Autrichiens (dt. Katholisches Hilfskomitee für deutsche und österreichische Flüchtlinge) in Brüssel. Er arbeitete mit dem katholischen St.-Raphaels-Verein sowie dem Katholiek Comité voor Vluchtelingen (dt. Katholisches Flüchtlingskomitee) und seinem Sekretär Peter Lütsches in den Niederlanden zusammen, um unter anderem nicht-arischen Katholiken die Emigration nach Brasilien zu ermöglichen. Müller arbeitete auch mit dem Matteotti-Komitee zusammen. Während der Besatzung Belgiens durch deutsche Truppen stand Müller in Verbindung zur belgischen Résistance.
Nach Gründung der Bundesrepublik trat Müller in den konsularischen Dienst ein. Von 1950 bis 1952 war er Angestellter am Generalkonsulat in Brüssel, 1952 bis 1957 Konsul bzw. ab 1956 Generalkonsul in Lüttich, von 1957 bis 1960 – nach anderen Angaben bis zu seiner Pensionierung 1962 – Generalkonsul in Antwerpen. Anschließend kehrte Müller nach Aachen zurück.
Müller war nach 1945 maßgeblich an der Anbahnung internationaler Kontakte der CDU beteiligt und war Verbindungsmann der CDU zur Christlich-Sozialen Partei Belgiens.

## Ehrungen
- Großes Bundesverdienstkreuz (23. Februar 1960)[1]
- Leopoldsorden (Belgien)